# Euclystis proba
Euclystis proba là một loài bướm đêm trong họ Erebidae.